# Perseo (azienda)
La Perseo è una casa orologiera italiana, famosa per la sua collaborazione con le Ferrovie dello Stato italiane e con altre amministrazioni ferroviarie internazionali e aziende di trasporto locali (ad es. ATM Milano), di cui è fornitrice ufficiale.

## Storia

### Nascita controversa
La storia di Perseo è legata inscindibilmente a due importanti eventi che ne hanno contraddistinto l’evoluzione: la prima è l’importante partnership con il marchio svizzero Cortébert, di proprietà della famiglia Juillard; la seconda è la lunga e proficua collaborazione con le Ferrovie dello Stato.
La nascita del marchio Perseo è controversa: il logo Perseo richiama la data del 1790 (che verosimilmente è la data di fondazione di Cortébert), mentre la storia ufficiale riportata sul sito Perseo fa riferimento, come prima data certa, al 1927: in questa data l'imprenditore bolognese Alfredo Degli Esposti avrebbe rilevato il marchio Perseo, già registrato il secolo prima in Toscana.
Secondo altre fonti, il marchio Perseo è stato registrato nel 1913 da Tito Mazzi, a Milano, e, lo stesso anno, da Cortébert a Biel, e a metà anni trenta il marchio venne registrato dal sopracitato Alfredo Degli Esposti a Bologna, e, nuovamente, da Cortébert.

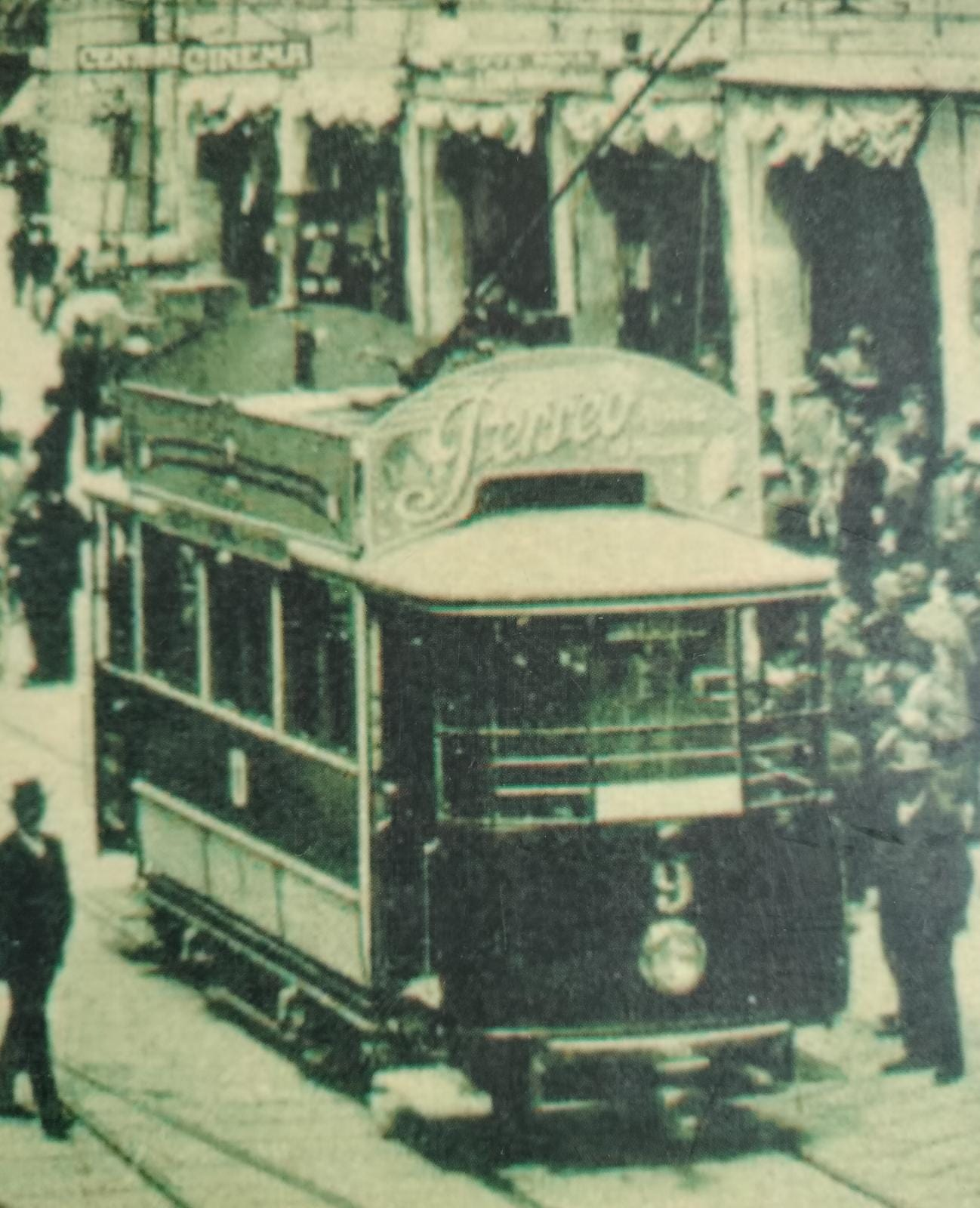
Pubblicità Perseo su un tram che attraversa la città di Brescia, tratto da una cartolina di metà anni dieci del Novecento

### L'importanza del marchio Cortébert nella storia di Perseo
Cortébert viene fondata nel 1790 nell’omonimo villaggio nel Canton Berna, ma non si ha traccia della registrazione del marchio fino al 1855. La Maison si afferma come leader nel settore per la fornitura di componentistica di movimenti per aziende blasonate come Rolex e Panerai (come ad esempio i calibri 618 e 624), e nel frattempo si trasferisce a La Chaux-de-Fonds, dove produce orologi e calibri di manifattura. Un esempio è uno splendido saltarello da tasca realizzato su progetto di Pallweber, seguito anche, negli anni venti del 1900 da un modello da polso con cassa di forma.
Proprio nel XX secolo Cortébert conquista importanti fasce di mercato, fornendo i propri segnatempo da tasca a diverse ferrovie nazionali: tra le tante possiamo citare le Ferrovie Turche e le Tranvie di Alessandria d’Egitto. Anche l’Italia, in piena epoca fascista, ha interesse a dotarsi di un valido e affidabile segnatempo: Mussolini ne fa richiesta a Cortébert, con tuttavia l’obbligo di fornire i segnatempo alle Ferrovie italiane solo se il nome del marchio avesse avuto chiara origine italiana. Fu per questa ragione che Cortébert fornì i propri segnatempo a marchio Perseo.

### Perseo e le Ferrovie italiane (1920-1970)
Grazie a una denominazione italica, e grazie a prezzi più contenuti garantiti anche da un’importante catena di produzione e distribuzione, questi orologi furono preferiti a quelli dei concorrenti, anche se Longines e Zenith proseguirono a fornire anch’essi alcuni segnatempo ferroviari, in virtù di vecchi contratti stipulati. Perseo, quindi, l’eroe greco che vinse Medusa, avrebbe incarnato con la sua italianità e con il suo nome glorioso l’anima  del sistema ferroviario nostrano in epoca fascista.
L’estetica dei segnatempo era sobria, senza fronzoli, così com'era previsto da contratto: la prima serie di questi orologi da tasca è sicuramente emblematica e racchiude tutte le caratteristiche essenziali richieste dal committente: orologio lépine (con quadrante non coperto da una cassa e albero di carica allineato con il centro del movimento e i piccoli secondi), cassa in alpacca da 52 mm, corona di carica importante nelle dimensioni e zigrinata per una facile impugnatura, quadrante bianco in smalto di chiara leggibilità con numeri romani neri ben visibili, sfere azzurrate, secondina di dimensioni generose a ore 6 con minutiera "chemin de fer" e con le decine a numeri arabi. La rimessa dell’ora è a poussette, cioè è necessario premere un pulsante vicino alla corona mentre si ruota quest’ultima. La cassa antipolvere è logata all’interno con lo stemma Perseo, le tre stelle e una ruota alata, oltre a indicare il seriale dell’orologio in questione. Sulla cassa, poi, venivano incisi la sigla FS, delle Ferrovie dello Stato, in grafica liberty o moderna a seconda del periodo storico, e il numero di assegnazione. Più rari da trovare sono quelli invece privi di numero di assegnazione, in quanto attribuiti ai dirigenti o ai lavoratori d'ufficio delle Ferrovie. Ciononostante vennero venduti orologi dello stesso tipo anche al di fuori dell’ambito ferroviario. Il calibro montato è un affidabile Cortébert 536 a carica manuale, poi sostituito dal similare 738, altrettanto robusto e facilmente riparabile.

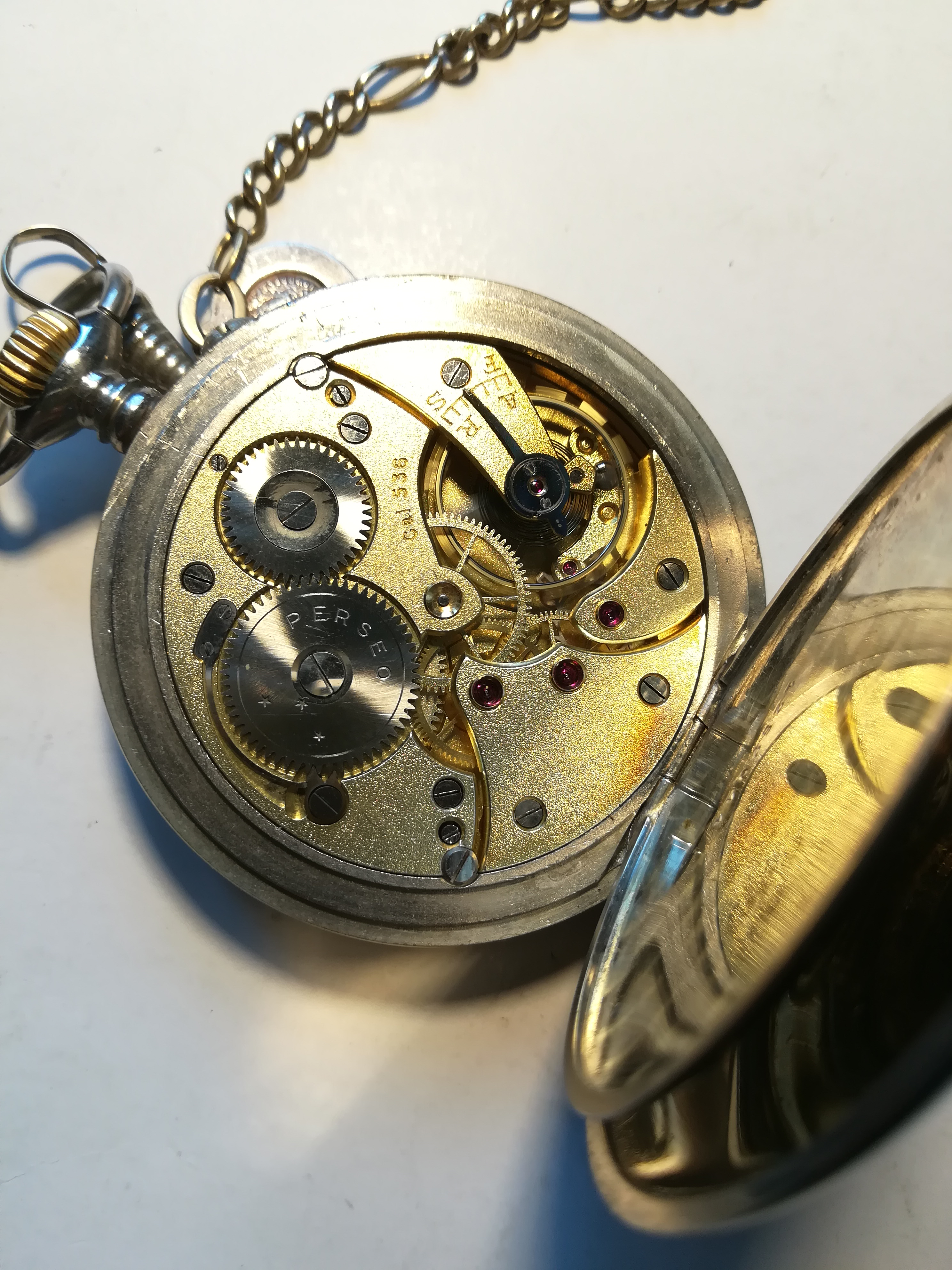
Calibro Cortébert 536 personalizzato Perseo, circa 1930

Questo fatto agevolò la stipulazione da parte della Perseo di un contratto di fornitura alle Ferrovie dello Stato di orologi da taschino, usati da tutti i ferrovieri. Gli orologi erano di meccanica svizzera e presto si affermarono in virtù della loro precisione, anche nei modelli da polso.
A fianco delle versioni ferroviarie, si diffondono anche quelle civili, come ad esempio il Perseo Infrangibile, che adottava una cassa in acciaio inox. Le pubblicità della casa continuano a proporre frasi quali “l'orologio delle ferrovie”, per voler mettere in luce il merito e la bontà dei propri prodotti. Nascono così solo tempo, cronografi, orologi di forma, animati da calibri di manifattura Cortébert, che può contare su una vasta gamma di movimenti, anche rettangolari, e una massiccia diffusione continentale.
Nella Seconda Guerra Mondiale, Perseo venne riconvertita a industria bellica e cessò quindi la produzione di orologi. Nel Secondo Dopoguerra, il contratto tra la Maison e le ferrovie italiane proseguì e il Perseo da tasca continuò a essere commercializzato con lo stesso vecchio e affidabile calibro, ma sostituendo la rimessa a poussette con la rimessa a tiretto (si “tira” la corona di carica come in un normale segnatempo con corona a pressione) e integrando il dispositivo antishock.
Negli anni Sessanta Perseo inizia a collaborare con la F.I.G.C., Federazione Italiana Giuoco Calcio, fornendo dei solo tempo per gli arbitri con un anello smaltato sul quadrante dal 12 al 9, di colore verde o blu, con la funzione di rendere maggiormente visibili i 45 minuti di cui è formato ogni tempo regolamentare. 
Perseo ha poi realizzato per le Ferrovie italiane negli anni Sessanta e Settanta il cosiddetto FS, nome adottato nella community degli appassionati per via dell’incisione posta sul fondello, assieme al numero di assegnazione. Si tratta di un solo tempo da polso senza datario (per ridurre al massimo le eventuali componenti da revisionare) con cassa a cuscino, numeri arabi ben visibili su fondo bianco e secondina a ore 6. Così come il modello da tasca ha contraddistinto le Ferrovie negli anni del regime, così questo segnatempo è stato il simbolo degli anni del “boom economico”. In realtà non fu l’unico segnatempo da polso in dotazione alle Ferrovie: era presente un modello identico dal punto di vista estetico, della Universal Genève, che quindi affianca Perseo come fornitrice di orologi ferroviari. Tuttavia la cosiddetta “cipolla” non smise di essere prodotta: infatti i ferrovieri potevano scegliere se essere dotati dell’orologio da tasca o da polso.
Sia l'FS sia il F.I.G.C. hanno montato un calibro di manifattura di Cortébert, il 734 a carica manuale.

### L'avvento del quarzo e attualità (1970-2020)

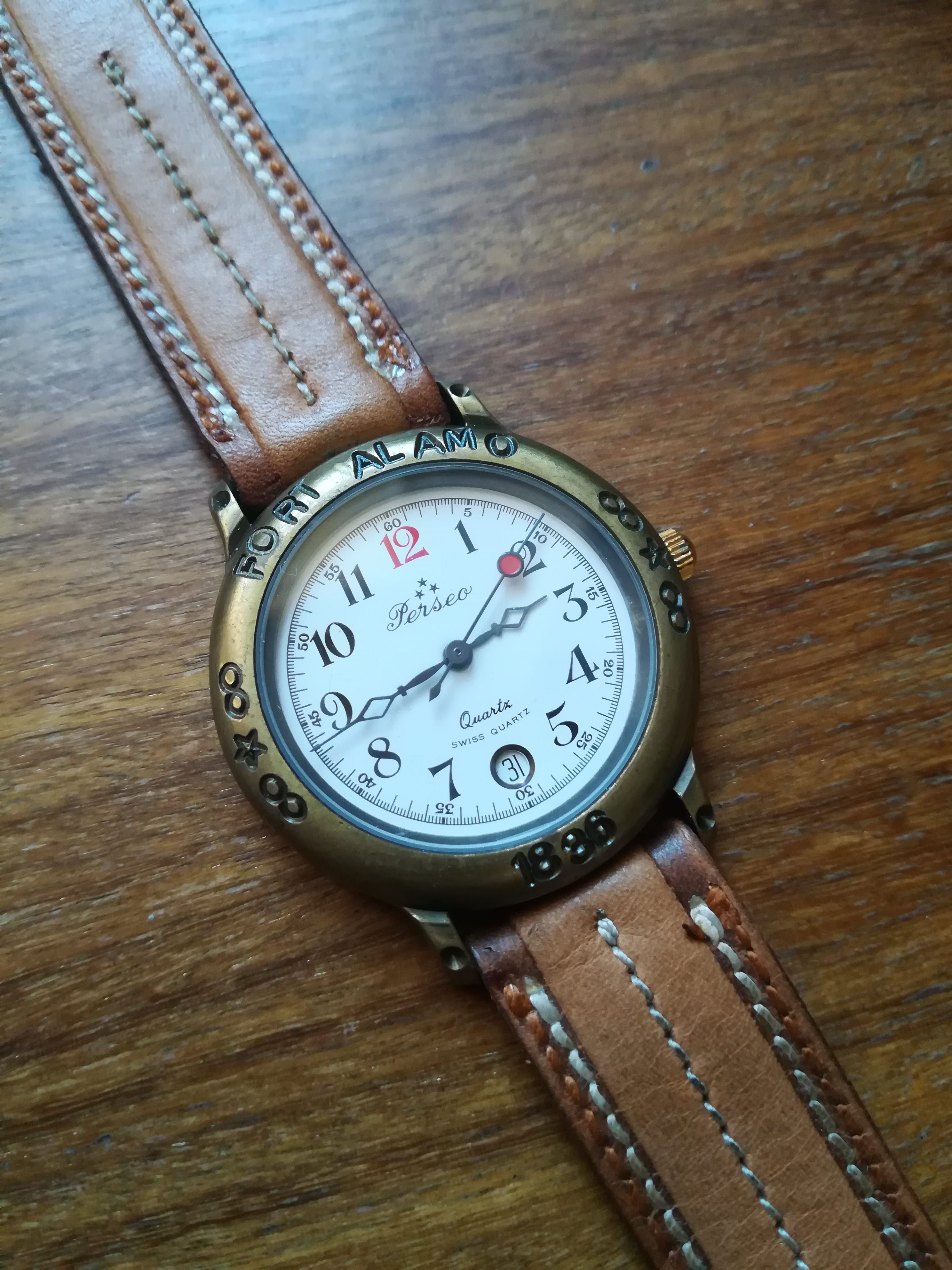
Perseo "tipo Winchester", fine anni Ottanta

Gli anni Settanta si rivelano particolarmente turbolenti per Cortébert, messa alle corde dalla “rivoluzione del quarzo” che sconvolgerà nei decenni a venire l’orologeria meccanica: già nel 1961 il gruppo e i suoi stabilimenti produttivi vengono acquistati dalla holding SSIH con a capo Tissot ed Omega, in seguito il rappresentante italiano di Perseo ne acquista i diritti sul marchio, salvandone così l’avvenire, mentre Cortébert si perdono progressivamente le tracce.
Perseo ha dunque proseguito la propria attività ripercorrendo i fasti di Cortébert: oggi è infatti possibile trovare a catalogo orologi da tasca, alcuni scheletrati o dotati anche di fasi lunari e funzioni cronografiche, animati da calibri terzi con meravigliose decorazioni che richiamano i modelli dedicati alle Ferrovie Turche, all’ATM di Milano, alle Ferrovie Italiane.
Oltre a questa grande produzione di modelli da tasca, la Maison propone anche modelli da polso dal forte richiamo vintage: faccio riferimento al "Settebello" e al “Grande Settebello”, dedicato all’indimenticabile elettrotreno del Secondo Dopoguerra, al “Railking”, dalle linee più austere, e anche a quei segnatempo celebrativi della storia d’Italia, come l’Offensiva del Piave, l’Impresa di Fiume, El Alamein, la Breccia di Porta Pia, la Battaglia di mezzo giugno e di alcuni protagonisti, come Dante Alighieri, Francesco Baracca, D'Annunzio, Guido Keller eccetera.
Perseo, per i suoi movimenti meccanici, non monta più i calibri Cortébert, ma movimenti forniti dalle ditte svizzere Eta, Sellita e Unitas (per i modelli marchiati "Swiss Made"), e alcuni dei calibri che monta sono nos vintage revisionati. Negli ultimi decenni per gli orologi della serie "Tre Stelle" monta calibri automatici giapponesi Seiko e Miyota - Citizen (di quest'ultima anche al quarzo).
Dagli anni novanta il marchio viene rilevato da Ivan Fernus, che trasferisce la sede operativa e amministrativa a Bologna. L'attuale CEO è Francesco Fernus.